# Eisenstadt
Eisenstadt (bairisch-österreichisch Aisnstodt ausgesprochen, ungarisch Kismarton ‚Klein-Martin‘, kroatisch Željezno, romani Tikni Marton oder Srasta) ist die Landeshauptstadt des Bundeslandes Burgenland in Österreich. Eisenstadt ist eine Freistadt – dies entspricht einer Statutarstadt anderer Bundesländer, die zuständige Bezirksverwaltungsbehörde ist der Bürgermeister. Weiters ist es Sitz der Bezirkshauptmannschaft Eisenstadt-Umgebung sowie des Landes- und des Bezirksgerichtes Eisenstadt. Die Stadt liegt am Fuße des Leithagebirges und ist mit ihren 16.118 (Stand: 1. Jänner 2025) Einwohnern die kleinste Landeshauptstadt in Österreich. Bezogen auf die Einwohnerzahl belegt Eisenstadt auf der Liste der Städte Österreichs den 37. Platz, hinter Telfs in Tirol.

## Geografie
Eisenstadt liegt am südlichen Fuße des Leithagebirges auf einer allmählich zur Wulkaebene abfallenden Terrasse in einer Seehöhe von 182 m (Meteorologische Station 230 m). Dem Ost-West-Verlauf der Terrasse folgte ursprünglich auch die Ausdehnung der Stadt von Oberberg-Eisenstadt im Westen bis zur Kaserne im Osten. Erst später begann sie sich nach dem Süden gegen die Wulkaebene hin und in den letzten Jahrzehnten auch nach Norden die Hänge des Leithagebirges empor auszubreiten, wo nach und nach die Weingärten neuen Siedlungen weichen mussten.
Geschützt von dem bis über 400 m emporragenden Kamm des Leithagebirges, der von dichten Laubwäldern bedeckt ist, reifen auf den klimatisch günstigen Hängen Weintrauben, Marillen, Pfirsiche und Mandeln. Soweit das Auge reicht, ist alles mit Weinreben bepflanzt, die auch die Stadt von allen Seiten umsäumen.
Die höchstgelegene Stelle des Stadtgebietes, im Nordwesten, liegt im Leithagebirge auf einer Seehöhe von 450 m und wird „Beim Juden“ genannt.
Die Nachbargemeinden sind (im Uhrzeigersinn) Stotzing, Oslip, Trausdorf/Wulka, Siegendorf, Wulkaprodersdorf, Großhöflein und Hornstein.

### Stadtgliederung
Das Gemeindegebiet umfasst folgende drei Ortschaften mit insgesamt 16.037 Einwohnern (in Klammern Einwohnerzahl, Stand 1. Jänner 2025):
- Eisenstadt (10.163)
- Kleinhöflein im Burgenland (3128)
- Sankt Georgen am Leithagebirge (2827)

Die Gemeinde besteht aus den Katastralgemeinden Eisenstadt, Kleinhöflein im Burgenland, Oberberg-Eisenstadt, St. Georgen und Unterberg-Eisenstadt.

### Eingemeindungen
Das westlich von Eisenstadt gelegene Winzerdorf Kleinhöflein war im Mittelalter Bestandteil der Herrschaft Eisenstadt, kam im 17. Jahrhundert in den Besitz der Familie Esterházy und wurde mit 1. Jänner 1971 eingemeindet, ebenso wie die Gemeinde Sankt Georgen am Leithagebirge.

### Gewässer
Durch den Süden des Stadtgebietes fließt die Wulka, welche schließlich in den Neusiedler See mündet. Weiters ist der Eisbach ein Nebenfluss der Wulka, welcher das Stadtgebiet durchfließt und zwischen Oslip und Schützen am Gebirge in diese mündet.
Im Schlosspark Eisenstadt befinden sich der Schloss-See und der Maschinenteich.

### Klima

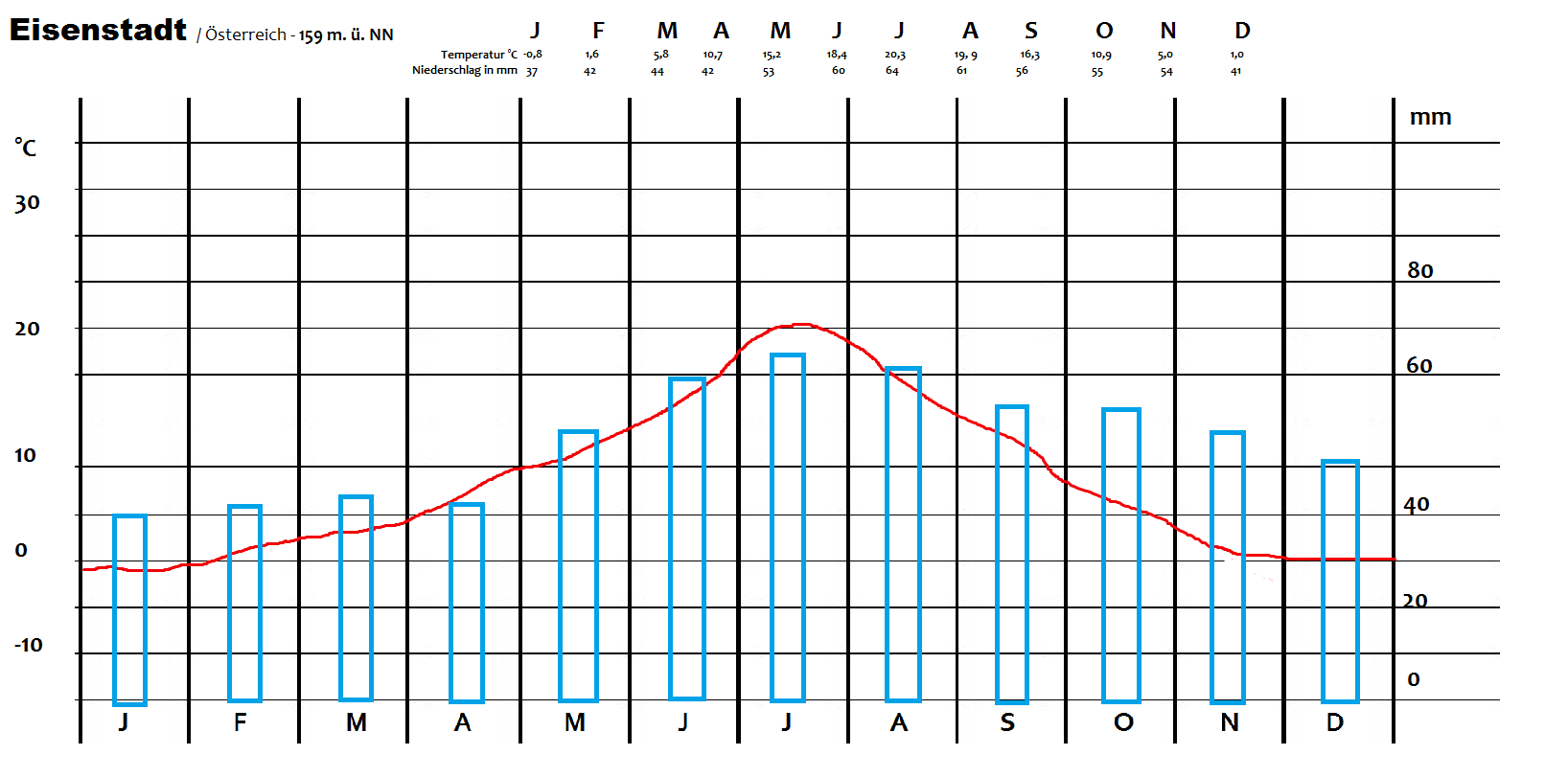
Klimadiagramm

Die langjährige mittlere Jahrestemperatur (ermittelt in den Jahren 1961 bis 1990) beträgt 9,4 °C. Der Mittelwert des Jahres 2007 betrug 11,8 °C. Die durchschnittliche Jahresniederschlagsmenge (zwischen 1961 und 1991) beträgt 589 mm. Aktuelle Werte können auf der Website der Wetterwerte Burgenland der ZAMG abgerufen werden.
|                        | Jan  | Feb  | Mär  | Apr  | Mai  | Jun  | Jul  | Aug  | Sep  | Okt  | Nov  | Dez  |   |      |
| Mittl. Temperatur (°C) | −0,1 | 1,3  | 5,5  | 10,7 | 15,7 | 18,8 | 21,0 | 20,2 | 15,5 | 10,2 | 4,9  | 0,8  | ⌀ | 10,4 |
| Mittl. Tagesmax. (°C)  | 3,1  | 5,3  | 10,4 | 16,1 | 21,1 | 24,0 | 26,7 | 26,1 | 20,9 | 15,0 | 8,3  | 3,5  | ⌀ | 15,1 |
| Mittl. Tagesmin. (°C)  | −2,8 | −1,7 | 1,8  | 6,0  | 10,5 | 13,7 | 15,7 | 15,5 | 11,5 | 6,9  | 2,3  | −1,6 | ⌀ | 6,5  |
|                        |      |      |      |      |      |      |      |      |      |      |      |      |   |      |
| Niederschlag (mm)      | 38   | 34   | 59   | 52   | 77   | 90   | 77   | 91   | 78   | 53   | 57   | 51   | Σ | 757  |
|                        |      |      |      |      |      |      |      |      |      |      |      |      |   |      |
| Luftfeuchtigkeit (%)   | 70,5 | 62,6 | 56,5 | 50,4 | 52,9 | 53,5 | 50,2 | 51,4 | 56,0 | 62,3 | 70,6 | 74,7 | ⌀ | 59,3 |

| −2,8 |

| −1,7 |

| 1,8 |

| 6,0 |

| 10,5 |

| 13,7 |

| 15,7 |

| 15,5 |

| 11,5 |

| 6,9 |

| 2,3 |

| −1,6 |

| −2,8 |

| −1,7 |

| 1,8 |

| 6,0 |

| 10,5 |

| 13,7 |

| 15,7 |

| 15,5 |

| 11,5 |

| 6,9 |

| 2,3 |

| −1,6 |

## Geschichte
Vor Christi Geburt war das Gebiet Teil des keltischen Königreiches Noricum und gehörte zur Umgebung der keltischen Höhensiedlung Burg auf dem Schwarzenbacher Burgberg.
Später unter den Römern lag das heutige Eisenstadt dann in der Provinz Pannonia.
Funde belegen, dass der Raum Eisenstadt schon in der Hallstattzeit besiedelt war. Etwas später siedelten sich Kelten und Römer an. Zur Zeit der Völkerwanderung besiedelten verschiedene germanische Völker und die Hunnen den Raum Eisenstadt. Um 800, zur Zeit Karls des Großen, begann die Besiedlung durch die Bajuwaren. Eisenstadt schien 1118 zum ersten Mal als „castrum ferrum“ auf. Die erste schriftliche Erwähnung erfolgte 1264 als „minor Mortin“ (entsprechend ungarisch „Kismarton“). Der Raum Eisenstadt zählte zu den westlichsten Teilen des Königreichs Ungarn.

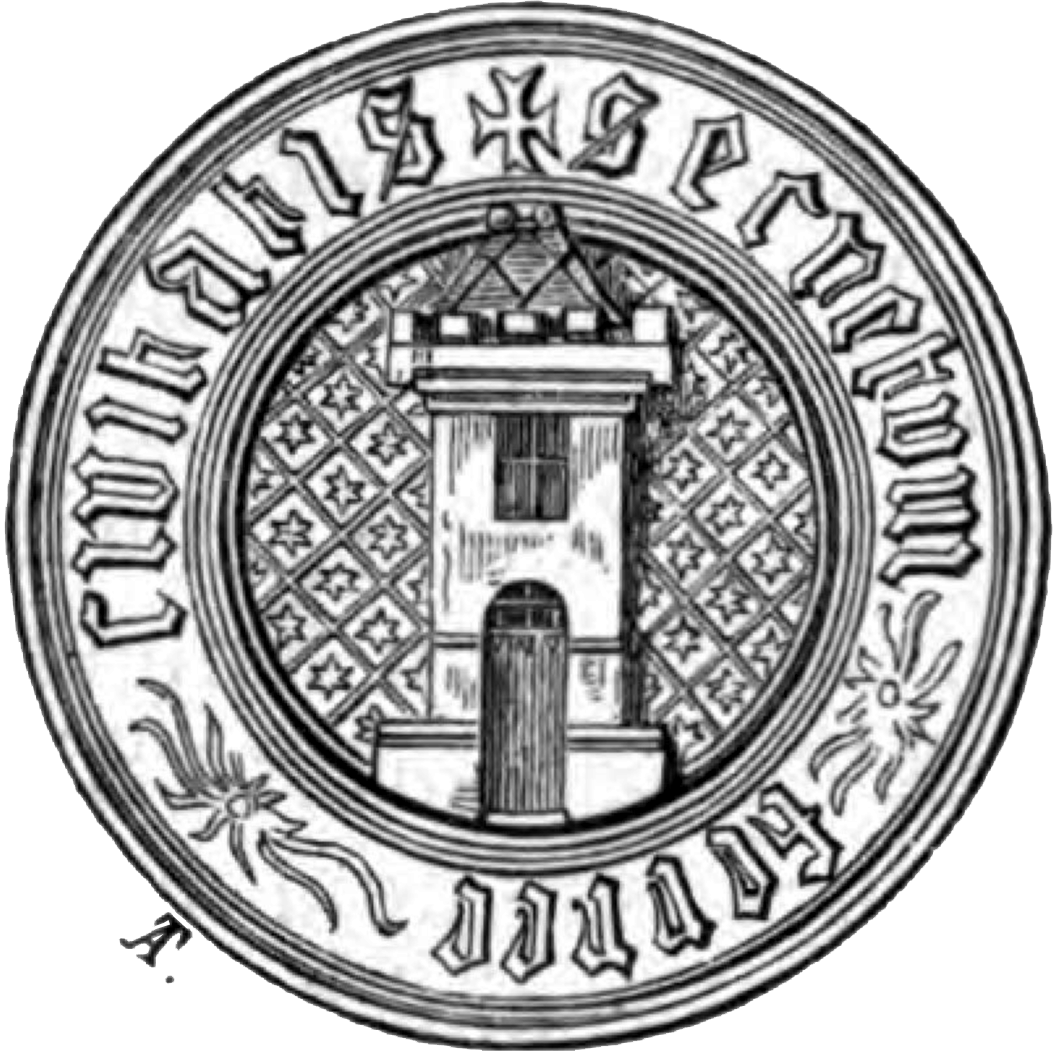
Siegel Eisenstadts, 14. Jh., Umschrift Secretvm ferree civitatis

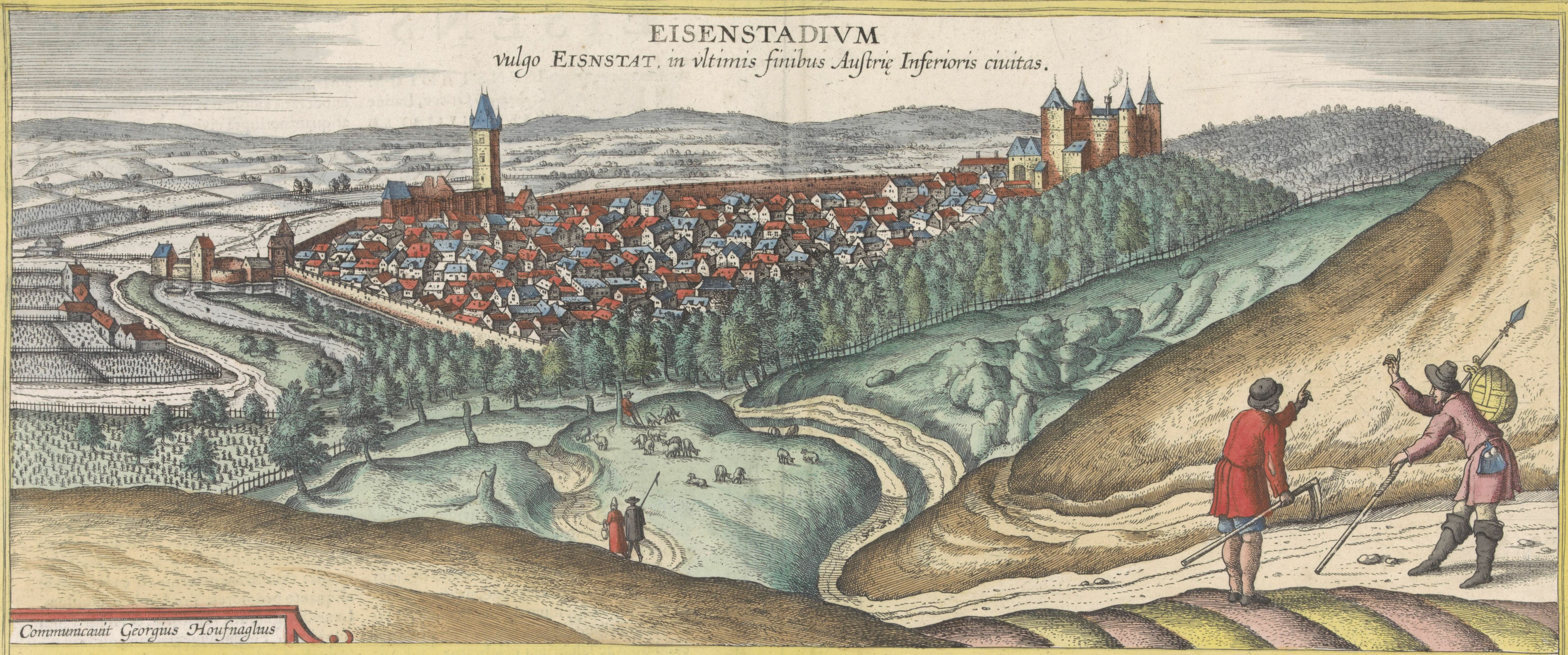
Ansicht Eisenstadts um 1618

1373 kam die Stadt in den Besitz der ungarischen Adelsfamilie Kanizsai. Die Familie ließ die Mauern befestigen und baute innerhalb der Mauern eine Wasserburg. Aus dieser Zeit stammt auch der Name „Eysenstat“ (stark, eisern, daher Eisenstadt). 1388 erhielt Eisenstadt das Marktrecht. Das deutsch besiedelte Westungarn gelangte als Pfand an das Haus Habsburg: 1445 erwarb Herzog Albrecht VI. die Stadt; die folgenden 150 Jahre blieb Eisenstadt unter österreichischer Verwaltung (als wäre es Teil des späteren Niederösterreich), die von Wien aus amtierte. Während des Türkenkrieges eroberten die Türken 1529 und 1532 Eisenstadt bei ihrem Vormarsch auf Wien.
Der ungarische Adel verlangte von den inzwischen auch erblich als Könige von Ungarn fungierenden Habsburgern, Westungarn wieder voll in Ungarn zu integrieren und die österreichische Direktverwaltung zu beenden. Um die ungarische Adelsfamilie Esterházy für das Haus Habsburg einzunehmen, wurde sie 1648 vom römisch-deutschen Kaiser Ferdinand III. in seiner Funktion als König von Ungarn unter anderem mit der Region Eisenstadt belehnt und 1687 von seinem Nachfolger Leopold I. in den Reichsfürstenstand erhoben. Das Fürstengeschlecht wandelte durch rege Bautätigkeit das Bild der Stadt nachhaltig.
Parallel dazu wurde Eisenstadt (in seinem damaligen Umfang innerhalb der Stadtmauern) am 26. Oktober 1648 vom Kaiser auf dringenden Wunsch der Bürgerschaft zur königlichen Freistadt erhoben, die außer dem König niemandem untertan war, und bezahlte dafür 16.000 Gulden und 3.000 Eimer Wein im Wert von 9.000 Gulden. Außerhalb der Stadtmauern, auf von ihm verwaltetem Gebiet, siedelte Paul I. Esterházy de Galantha 1670 unmittelbar neben dem damaligen Eisenstadt und in sechs umliegenden Orten, den sogenannten Siebengemeinden, etwa 3.000 Juden an, die zuvor aus Wien vertrieben worden waren. Samson Wertheimer (1658–1742), der in Wien als Hoffaktor tätig war, wirkte in Eisenstadt als Rabbiner.

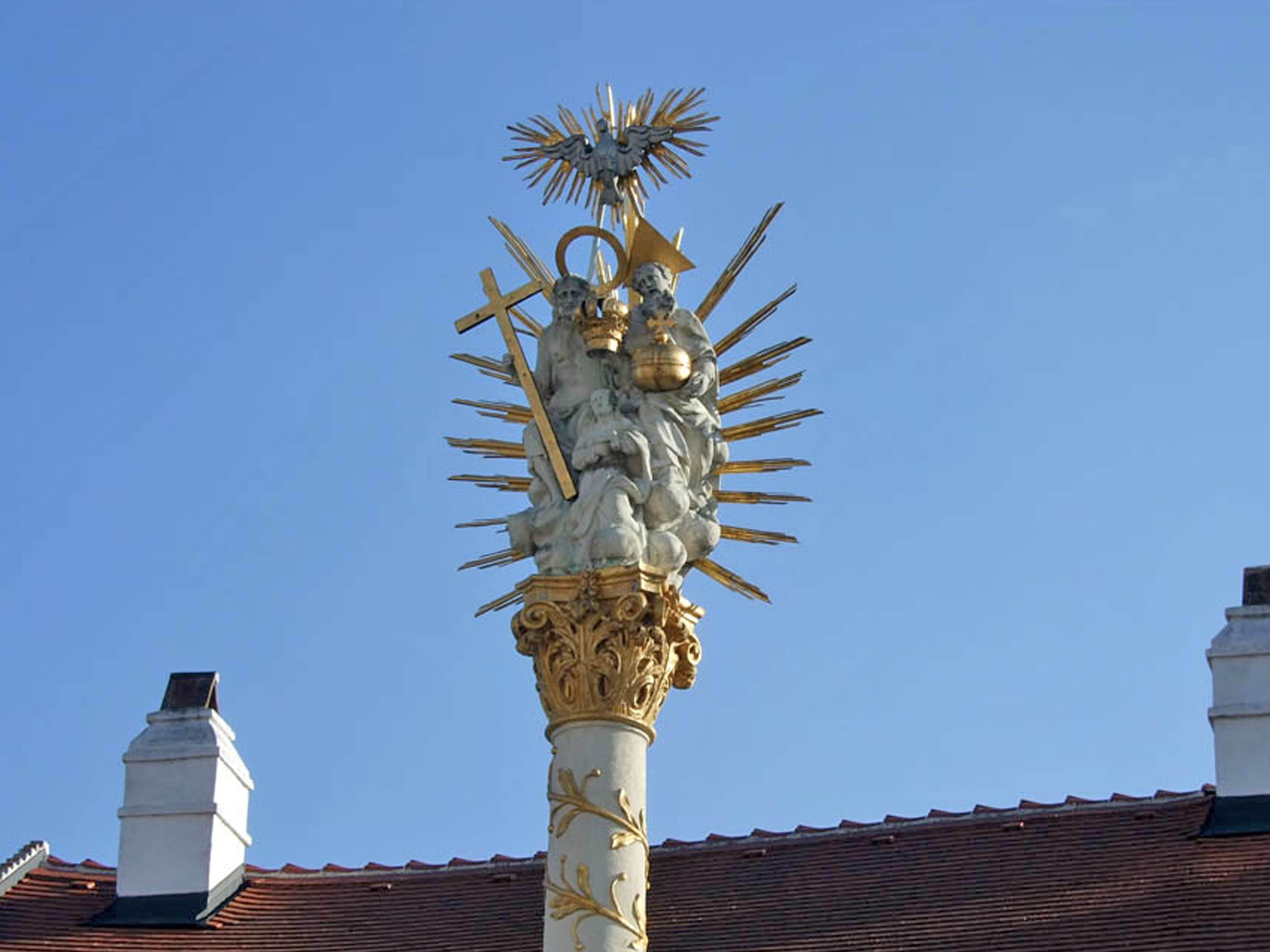
Pestsäule

Die Familie Esterházy entwickelte sich bald zu einer der reichsten Adelsfamilien Mitteleuropas und hatte zahlreiche Schlösser zur Auswahl. Sie entschied sich für Eisenstadt als fürstlichen Hauptsitz, baute die frühere Wehrburg zum repräsentativen Schloss um und pflegte eine sehr aufwändige, eindrucksvolle Hofhaltung, die sogar zu Besuchen von Kaiserin Maria Theresia führte. Mit der Bestellung von Joseph Haydn zum fürstlichen Hofkapellmeister in den 1760er Jahren begann hier eine 30 Jahre anhaltende Glanzzeit des Kunstlebens. 1809 wurde Eisenstadt während der Koalitionskriege von französischen Truppen besetzt.
1865–1898 musste das Haus Esterházy auf den gewohnten großen Repräsentationsaufwand verzichten, da man sich finanziell übernommen hatte und dem Bankrott nur mit kaiserlicher Hilfe entkommen war. In Eisenstadt wurde es still. Die westungarische Stadt war kulturell auf Wien ausgerichtet, andererseits wurde Eisenstadt 1897 an das ungarische Eisenbahnnetz angeschlossen.

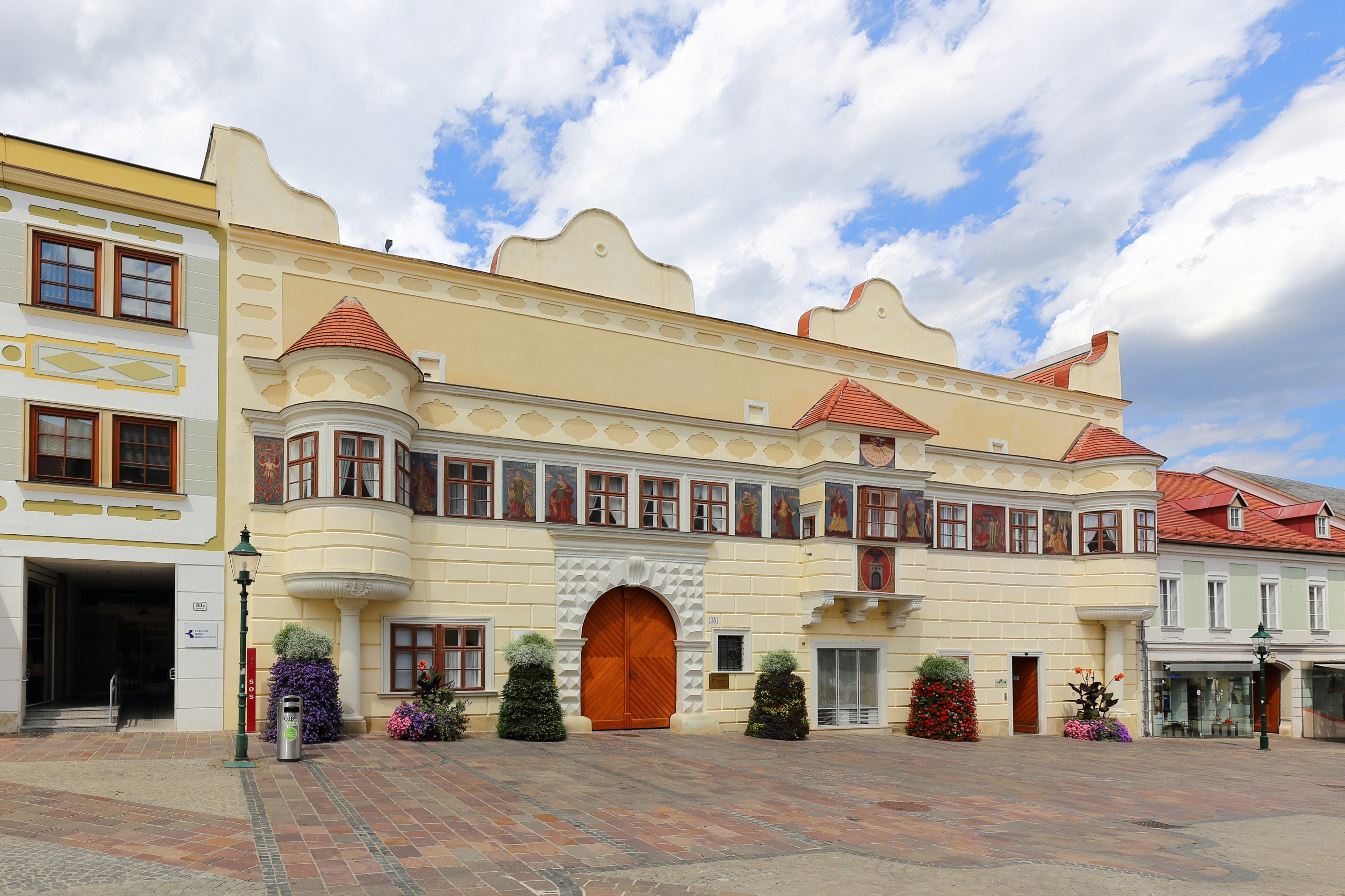
Rathaus in Eisenstadt

Nach dem Ersten Weltkrieg und der Auflösung Österreich-Ungarns fand ein dreijähriges Ringen um die künftige Staatszugehörigkeit „Deutsch-Westungarns“ und somit von Eisenstadt statt. Durch den Friedensvertrag von St. Germain 1919 mit Österreich und von Trianon 1920 mit Ungarn kam das Gebiet 1921 als Burgenland (so der neue Name) zu Österreich. Das ursprünglich als Landeshauptstadt vorgesehene Ödenburg (ungarisch Sopron) wurde auf Grund einer Volksabstimmung Ungarn zugeschlagen. Statt Ödenburg wurde daher Eisenstadt am 19. Oktober 1925 zum Sitz der burgenländischen Landesregierung und damit de facto zur Landeshauptstadt bestimmt. In der burgenländischen Verfassung wurde es allerdings damals nicht als solche erwähnt.
In Eisenstadt wurde eine römisch-katholische Apostolische Administratur errichtet, um die Burgenländer nicht mehr einem ungarischen Bischof unterzuordnen. Der Freistadt Eisenstadt wurden die umliegenden Gemeinden angeschlossen: 1923 Eisenstadt-Schlossgrund, 1938 Unterberg-Eisenstadt, 1939 Oberberg-Eisenstadt, 1970 Kleinhöflein und St. Georgen.
Zum 200. Geburtstag Haydns veranstaltete die Haydnstiftung in Zusammenarbeit mit der damaligen „Mittelstelle Deutscher Jugend in Europa“ im Juli 1932 in Eisenstadt eine große Haydnfeier mit deutlich nationalistisch-großdeutschem Charakter. Aus allen deutschsprachigen Siedlungsgebieten in Mitteleuropa brachten Jugendliche Erde ihrer Heimat (z. B. Helgoland), bedeutender historischer Stätten (z. B. von der Wartburg bei Eisenach), von Gräbern historisch bedeutender Deutscher (z. B. von den Kaisergräbern des Speyerer Domes und dem Grab Martin Luthers), von Gedenkstätten (z. B. von Friedrich Schillers Geburtshaus in Marbach am Neckar), Schlachtfeldern (z. B. vom Völkerschlachtdenkmal und vom Langemarck-Friedhof) sowie von Arbeitsstätten (z. B. Warndtgebiet im Saarland) nach Eisenstadt als Bekenntnis zu nationalem Deutschtum. Das Haydnmal in Gestalt einer großdimensionierten Kubus-Urne trug die Inschrift: „Jugend kam aus allen Marken und brachte Erde der Heimat, Joseph Haydn, dem Sänger des Liedes der Deutschen, zur Ehre, dem ewigen Reiche der Deutschen zum Pfand.“
In der NS-Zeit wurde das Burgenland aufgelöst; sein nördlicher Teil mit Eisenstadt wurde zum Reichsgau Niederdonau geschlagen und ein Sicherheitsapparat mit Kriminalpolizei-Leitstelle, einer Außenstelle der Gestapo mit Gefängnis und ein Büro des Sicherheitsdienstes (SD) der SS installiert. In der Nacht vom 9. auf den 10. November 1938 wurde die Synagoge durch Brand völlig zerstört. Das Synagogengrundstück wurde verkauft und das Gebäude eingeebnet. Die kleine Privatsynagoge von Samson Wertheimer blieb unzerstört und ist heute Teil des Jüdischen Museums. Am 11. Dezember 1938 besuchte Heinrich Himmler die SS-Truppen in Eisenstadt, die während der illegalen Zeit 1935 aufgebaut worden waren. Die jüdischen Eisenstädter wurden vertrieben oder ermordet. Nach Kriegsende kehrten nur neun Juden nach Eisenstadt zurück; 1964 waren 16 Personen jüdischen Glaubens. Reste des ehemaligen jüdischen Viertels blieben bis heute erhalten. Während des Zweiten Weltkriegs wurde Eisenstadt am 10. Mai 1944 bombardiert, wobei es 42 Todesopfer gab, darunter auch zwei Schüler des Gymnasiums Eisenstadt. 1945 nahm die Rote Armee Eisenstadt ein und die Stadt blieb bis 1955 sowjetisch besetzt. 1956 wurde Eisenstadt Sitz der evangelisch-lutherischen Superintendentur Burgenland und 1960 Sitz der römisch-katholischen Diözese Eisenstadt.
Erst 1965 verankerte Eisenstadt den Status der Landeshauptstadt in der Stadtverfassung. In der Landesverfassung erfolgte es überhaupt erst 1981.

### Bevölkerungsentwicklung
Stark verändert hat sich nach der Angliederung des Burgenlandes an Österreich die ethnisch-sprachliche Struktur der Bevölkerung. 1910 lag der Anteil magyarischer Bevölkerung noch bei rund 27 %; 1934 betrug der Anteil der ungarischsprachigen Einwohnerschaft hingegen rund 5 %. Diese Veränderung ist einerseits auf den Rückzug vieler magyarischer Beamter, Militärs usw. nach Ungarn zurückzuführen, andererseits auch auf die sprachlich-nationale Eigendefinition der Bewohner.
Bei der letzten Volkszählung zählte Eisenstadt (ohne Ortsteile) einen Anteil von 2,7 % ungarisch- und 4,0 % kroatischsprachiger Bevölkerung (Wohnbevölkerung mit österreichischer Staatsbürgerschaft). Letzterer begründet sich vorwiegend durch Zuzug aus den umliegenden kroatisch- bzw. gemischtsprachigen Gemeinden in den letzten Jahrzehnten.
Auch die konfessionelle Zusammensetzung der Bevölkerung änderte sich: Die Zahl der Evangelischen stieg von 52 1890 auf 493 im Jahre 1961. Die Zahl der Juden lag 1836 bei 906 Personen und fiel dann kontinuierlich bis 1923 auf 445 Personen. Die Abwanderung ging vor allem in Richtung Wien. Von den mehr als 400 Juden Eisenstadts überlebten etwa 250 den Holocaust. Nur zwei Eisenstädter Juden kehrten nach 1945 wieder zurück.
Die kontinuierlich wachsende Landeshauptstadt hatte mit Stichtag 1. Jänner 2023 15.752 Einwohner.

## Kultur und Sehenswürdigkeiten
Siehe auch: Liste der Burgen, Schlösser, Ansitze und wehrhaften Stätten in Eisenstadt

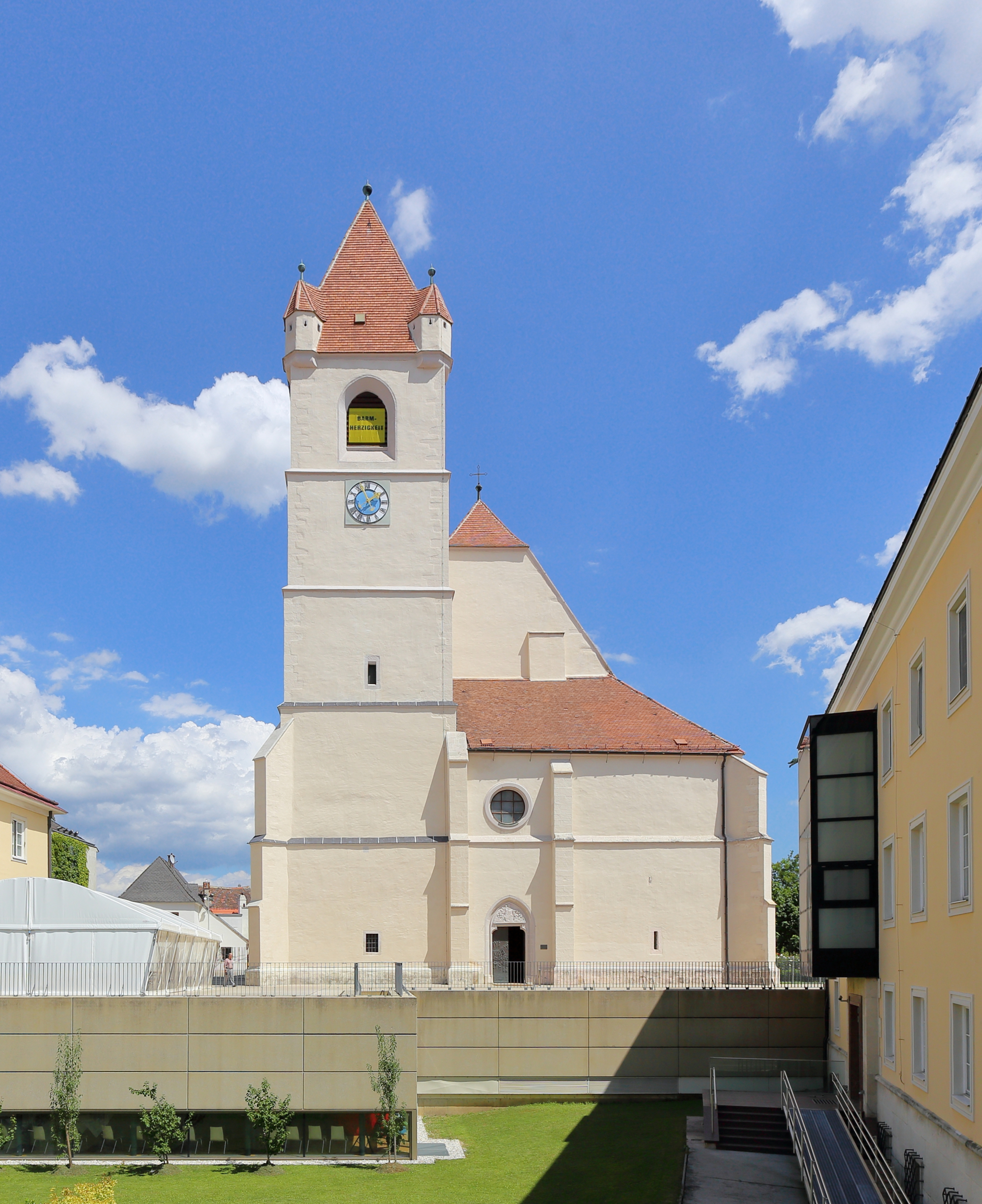
Dom St. Martin

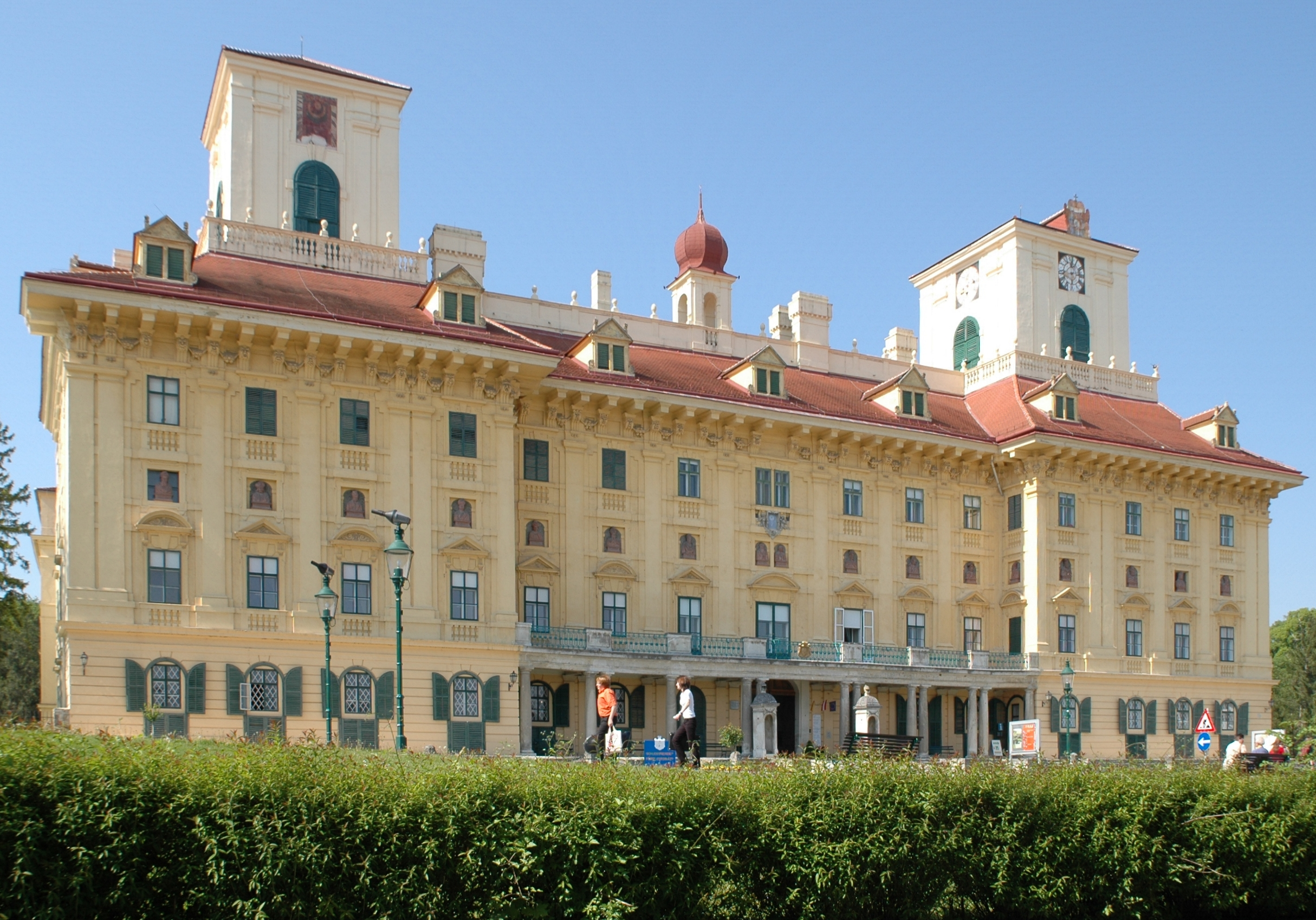
Schloss Esterházy

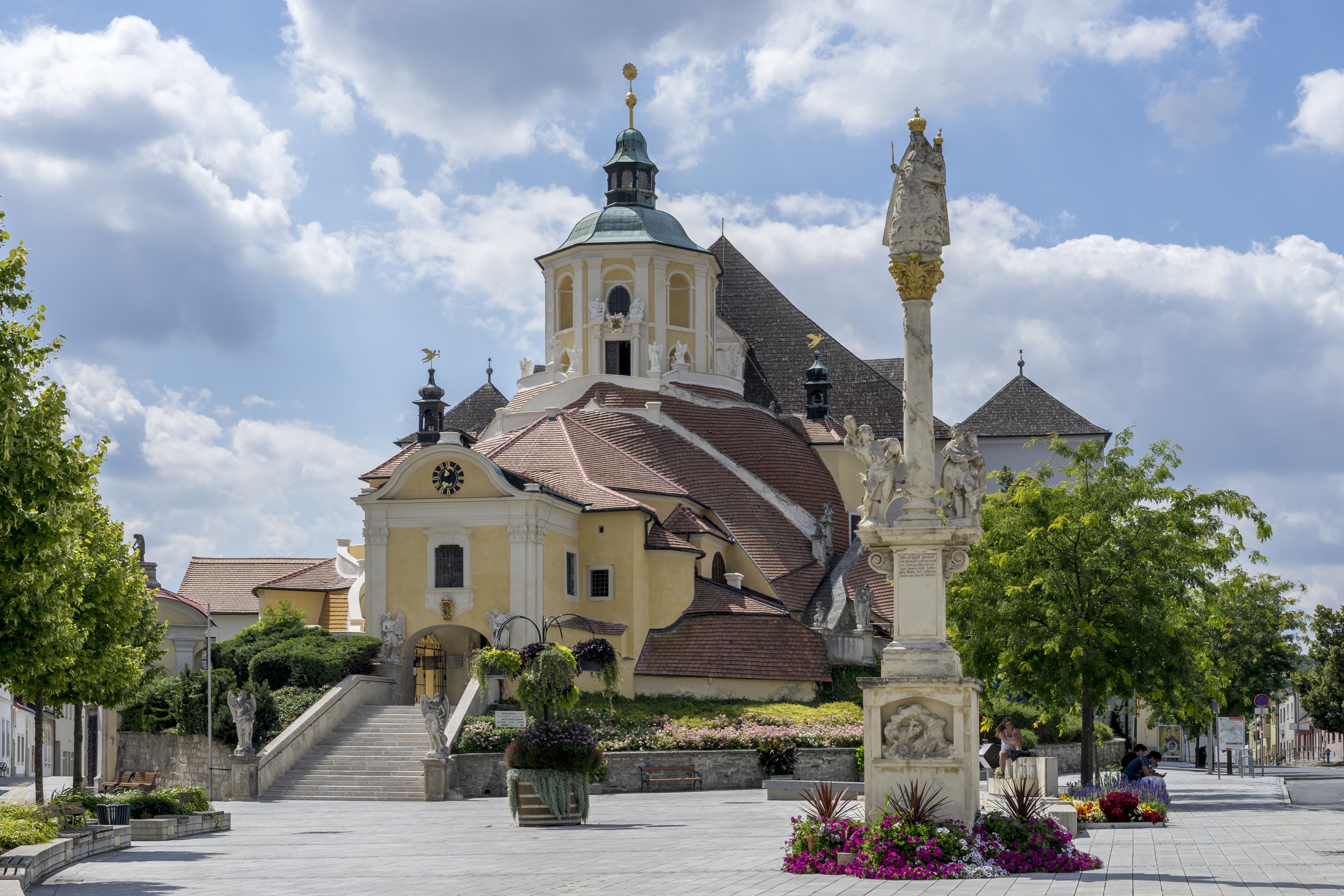
Kalvarienberg der Bergkirche in Eisenstadt

Die zentrale Anlaufstelle für Kultur in Eisenstadt ist das Kultur-Kongress-Zentrum-Eisenstadt am Franz-Schubert-Platz.

### Museen
- Haydn-Haus Eisenstadt
- Landesmuseum Burgenland
- Landesgalerie Burgenland
- Österreichisches Jüdisches Museum
- Diözesanmuseum
- Feuerwehrmuseum

### Bauwerke

#### Sakralbauten
- Bergkirche im Stadtteil Oberberg mit dem Kalvarienberg und dem Haydnmausoleum.
- Dom St. Martin, spätgotische ehemalige Wehrkirche
- Franziskanerkirche und Kloster St. Michael
- Pfarrkirche Eisenstadt-Kleinhöflein
- Pfarrkirche Eisenstadt-St. Georgen
- Antoniuskirche im Krankenhaus Barmherzige Brüder
- Evangelische Pfarrkirche Eisenstadt
- Privatsynagoge im Österreichischen Jüdischen Museum
- Alter- und Neuer Jüdischer Friedhof

#### Schlösser
- Schloss Esterházy mit Schlosspark und Leopoldinentempel
- Gloriette, ehemaliges Jagdschloss des Fürsten Esterházy

#### Sonstige Gebäude
- Martinkaserne
- Landhaus Eisenstadt
- Haydn-Mausoleum
- Leinnerhaus
- Margaretinum

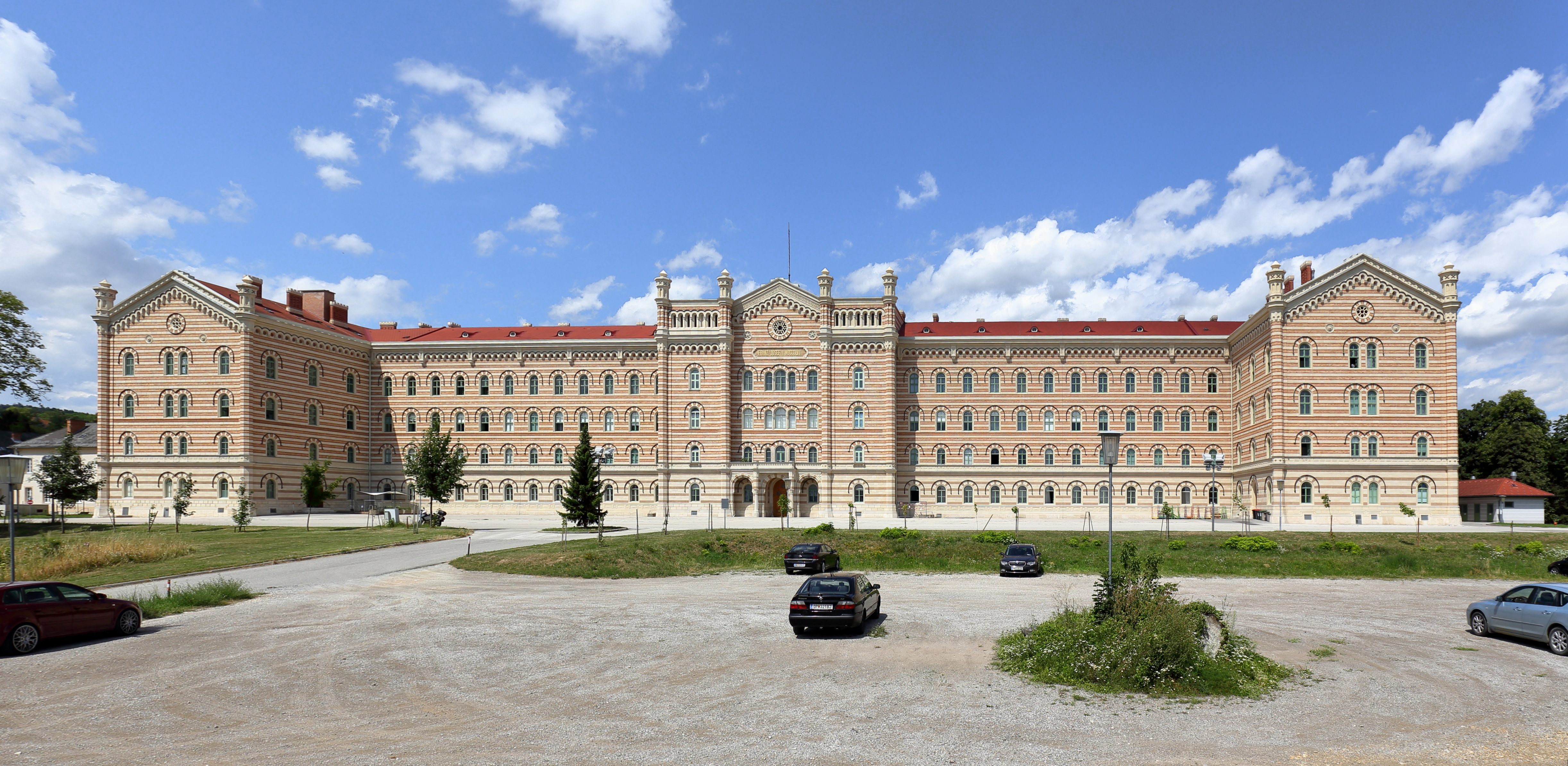
Martinkaserne

- Haus der Begegnung der Diözese Eisenstadt
- Rathaus
- Leopoldinentempel (Schlosspark Eisenstadt)
- Pulverturm

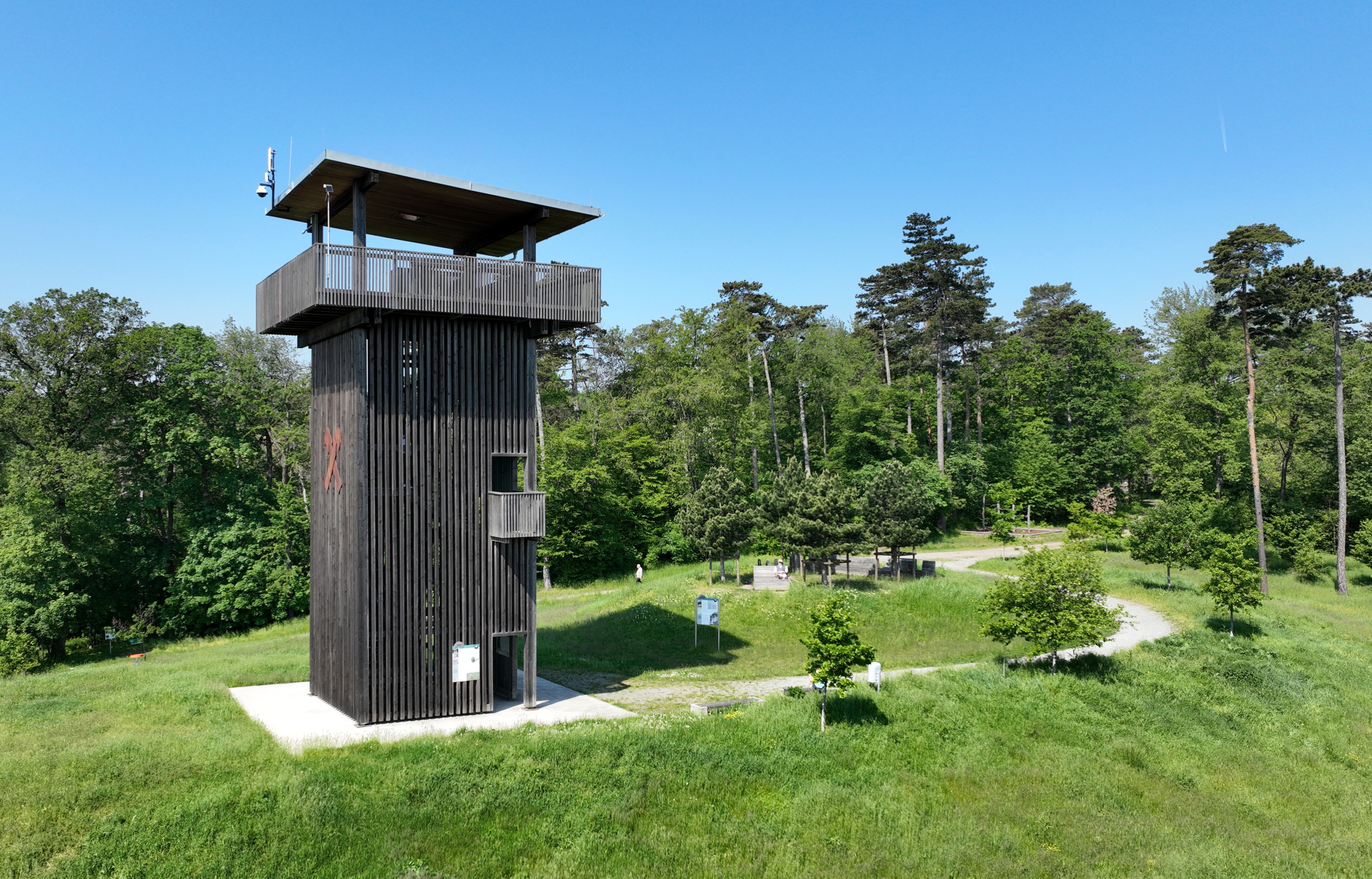
Raiffeisen-Jubiläumswarte

- Raiffeisen-Jubiläumswarte, 16 Meter hohe Aussichtswarte oberhalb der Gloriette[15]

Eine gute Sicht über die Stadt hat man beim Gedenkkreuz von 1660 und am Hetscherlberg (mit „Gipfelkreuz“).
Den Stadtteil Unterberg charakterisieren das ehemalige jüdische Viertel und der alte jüdische Friedhof.
Im östlichen Stadtteil St. Georgen gibt es mehrere aus dem 17. und 18. Jahrhundert erhaltene Höfe mit rustifizierten Einfahrtstoren für die Heurigenschenken. Die Inschrift „Marcus Atilius“ auf dem so genannten Attilastein aus dem 1. Jahrhundert nach Christus vor dem Dorfbrunnen weist auf die römische Kultur in diesem Gebiet hin.

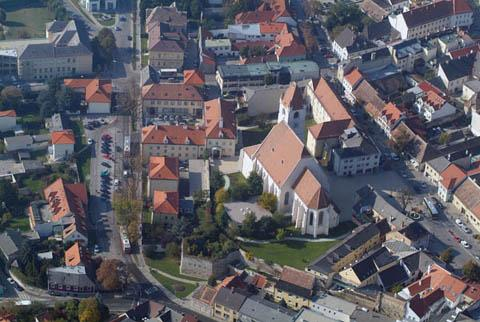
Luftaufnahme
Eisenstadt (rechts oben) um 1873 (Aufnahmeblatt der Landesaufnahme)
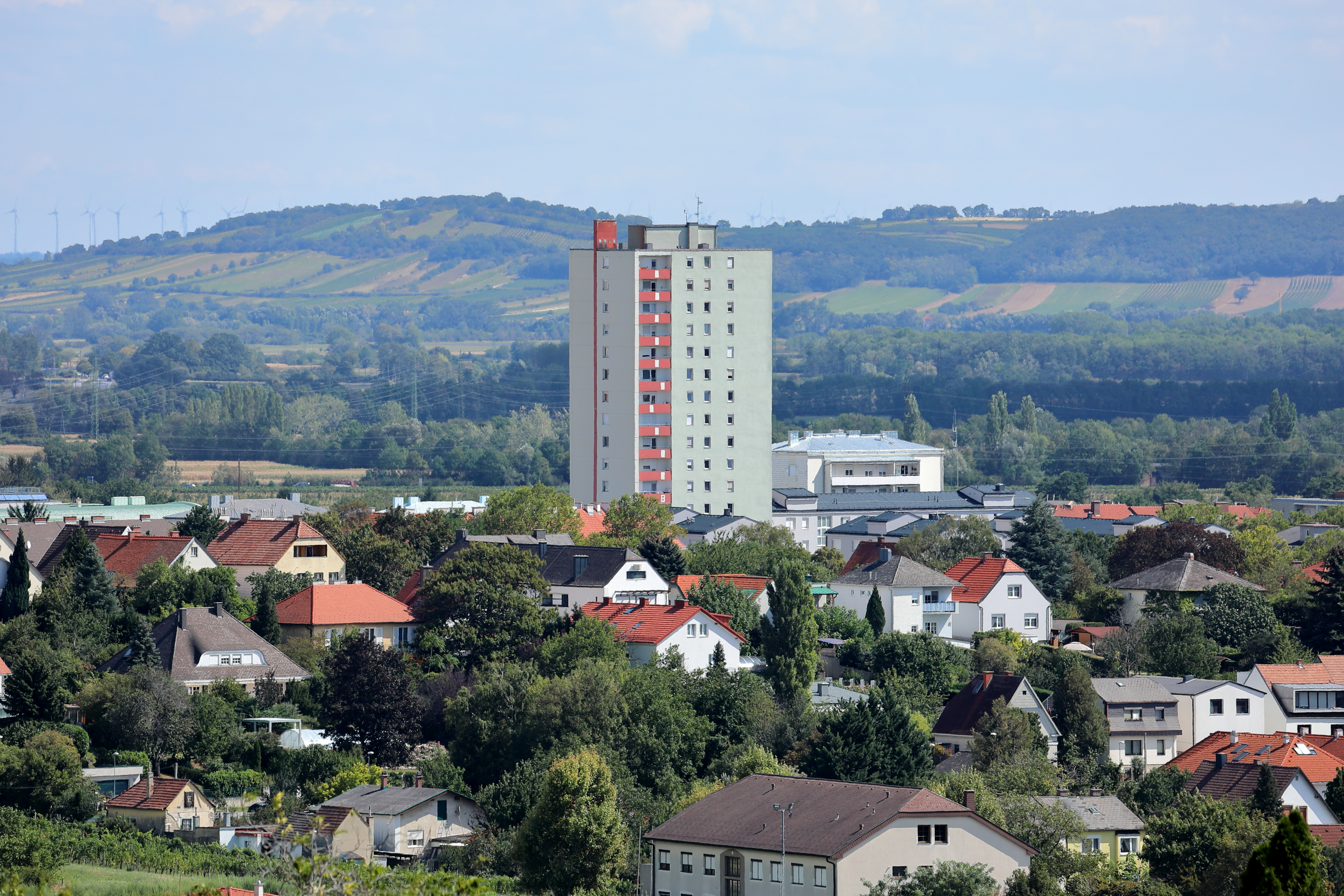
Eisenstadts einziges Hochhaus aus 1971, mit 17 Stöcken und 51 m Höhe bis heute das höchste des Burgenlands und umstritten

### Denkmale
- Liszt-Denkmal (Eisenstadt)

### Sport
- EV Eisenstadt Raptors
- SC Eisenstadt seit 1907.
- UFC St. Georgen/Eisenstadt: Die Heimspielstätte befindet sich in der Eisenstädter Katastralgemeinde St. Georgen am Leithagebirge. Aktuell ist der UFC Meister in der II. Liga Nord und steigt für die Saison 2013/14 in die Landesliga Burgenland auf.
- Eisenstadt FC: Heimspielstätte in Müllendorf. (2007–2008)
- ASVÖ Burgenland
- Laufteam Burgenland Eisenstadt: Leichtathletikarena Eisenstadt

Neben der Leichtathletikarena in Eisenstadt gibt es noch ein Hallenschwimmbad und eine Kunsteisbahn.
- UBC Warriors: Heimspielstätte Allsportzentrum Eisenstadt, II. Liga (Landesmeister 2023)

### Regelmäßige Veranstaltungen
- Haydnfestspiele
- EisenSTADTfest, Fest in der historischen Fußgängerzone
- Fest der 1000 Weine, Weintage in der Fußgängerzone Eisenstadt
- Music in the City
- Lovely Days Festival (im Schlosspark)
- Nova Jazz and Blues Night (im Schlosspark)
- Butterfly Dance Festival (im Schlosspark)
- Austrian Open (2022 erstmals Teil der World Athletics Continenetal Tour)

### Kino soll wieder kommen
Seit dem Schließen des Stadkinos 2011 hat Eisenstadt (derzeit als einzige Landeshauptstadt Österreichs) kein Kino mehr. Im April 2022 wurde bekannt, dass die Stadt das denkmalgeschützte, fast 100 Jahre alte Haydn-Kino am Oberberg um 390.000 Euro kaufen möchte, um es bis 2025 als Programmkino zu revitalisieren.

## Wirtschaft und Infrastruktur
In der Landeshauptstadt gibt es mehr Arbeitsplätze als in Eisenstadt Arbeitnehmer leben.

### Verkehr
Der folgende Graph zeigt einen Vergleich der österreichischen Landeshauptstädte in sieben umwelt-relevanten Bereichen, welcher 2020 durch die Umweltorganisation Greenpeace durchgeführt wurde (je mehr Punkte umso besser):
- Verkehrsmittelwahl: Anzahl der Wege im Personenverkehr, die umweltfreundlich zu Fuß, per Rad oder mit öffentlichem Verkehr zurückgelegt werden.
- Luftqualität: Belastung mit Stickstoffdioxid und Feinstaub.
- Radverkehr: Länge des Radnetzes, Anzahl der City-Bikestationen, Anzahl der Verkehrsunfälle.
- Öffentlicher Verkehr: Preis, zeitliche und räumliche Abdeckung.
- Parkraum: Preis für das Parken, Anteil der Kurzparkzonen.
- Fußgänger: Flächen der Fußgängerzonen und der verkehrsberuhigten Zonen, Anzahl der Verkehrsunfälle.
- Auto-Alternativen: Anzahl Elektro-Autos, Anzahl der Elektro-Ladestationen, Anzahl der Car-Sharing-Autos.
- Durchschnitt: Summe der sieben Einzelwertungen geteil durch sieben.

#### Straßenanbindungen
Die Burgenland Schnellstraße S 31 verbindet Eisenstadt mit der Südost Autobahn A 3 (mündet bei Guntramsdorf in die Süd Autobahn A 2 in Richtung Wien) und der Mattersburger Schnellstraße S 4 (führt durch den Bezirk Mattersburg in Richtung Wiener Neustadt und mündet anschließend ebenfalls in der Süd Autobahn A 2). Über Bundesstraßen ist Eisenstadt über die Burgenland Straße B 50, die Ruster Straße B 52 und die Eisenstädter Straße B 59 erreichbar.

#### Öffentlicher Verkehr
Über die Pannoniabahn ist Eisenstadt mit der Ostbahn verbunden und so durchgehend von Wien mit Regional-Express-Zügen erreichbar. In Wulkaprodersdorf gibt es für jeden aus Eisenstadt kommenden Zug entweder einen Anschluss nach Deutschkreutz/Sopron oder nach Wien Meidling.
Der Domplatz in Eisenstadt ist Knotenpunkt für den Regionalbusverkehr. Von hier verkehren Busse sowohl in die benachbarten Orte als auch in die Bezirke Mattersburg, Neusiedl, Baden(NÖ), Bruck an der Leitha(NÖ) und Wiener Neustadt Land(NÖ) sowie nach Wien. Domplatz und Bahnhof werden mit regelmäßigen ÖBB-Postbussen sowie Regionalbuslinien von Südburg, die allesamt zum Verkehrsverbund Ost-Region (VOR) gehören, frequentiert.
Seit Dezember 2016 gibt es in Eisenstadt die drei Stadtbuslinien Georg (Linie 1), Vitus (Linie 2) und Martin (Linie 3). Im Dezember 2018 wurde die Linie Fanny (Linie 4) in Betrieb genommen. Die Linien 1, 2 und 3 verkehren im Halbstundentakt, die Linie 4 stündlich. Am Sonntag fährt keine der Linien. Sie verbinden die historischen Zentren, die Siedlungsgebiete am Leithagebirgshang, die Wohngebiete Richtung Süden sowie die südlich gelegenen Einkaufszentren und Gewerbegebiete mit den beiden Hauptumstiegspunkten am Bahnhof und am Busbahnhof/Domplatz.

### Ansässige Unternehmen
Die 1.089 Unternehmen Eisenstadts beschäftigten per Stichtag 15. Mai 2001 13.581 Mitarbeiter. Acht Unternehmen davon beschäftigten je über 200 Mitarbeiter.

2006: Durch das Auslaufen der EU-Förderungen übersiedeln viele Firmen wieder weg aus Eisenstadt nach Wien oder Ungarn.
Bedeutende Unternehmen mit Hauptsitz in Eisenstadt sind unter anderem die ISOSPORT Verbundbauteile GmbH sowie die ETM professional control GmbH.

### Öffentliche Einrichtungen
Eisenstadt ist die Landeshauptstadt des Bundeslandes Burgenland und beherbergt neben dem Sitz der Landesregierung auch den Sitz des Burgenländischen Landtages, oberste Verwaltungsinstitutionen des Landes und Gerichtshöfe.
Als Sicherheitsbehörde für die Stadt fungiert die Landespolizeidirektion Burgenland, die auch für die nahe gelegene Freistadt Rust zuständig ist. Als Dienststelle des Wachkörpers ist ihr das Stadtpolizeikommando Eisenstadt unterstellt. Ebenfalls befindet sich in Eisenstadt das Bildungszentrum der Sicherheitsexekutive für das Bundesland Burgenland.
Die Caritas Burgenland betreibt das Pflegezentrum Haus St. Martin mit 75 Wohneinheiten und 18 Pflegeplätzen. Die Seniorenpension Eisenstadt mit 54 Einzel- und 2 Doppelzimmern wird vom Burgenländischen Hilfswerk geführt.

### Bildung
- BG/BRG/BORG Eisenstadt

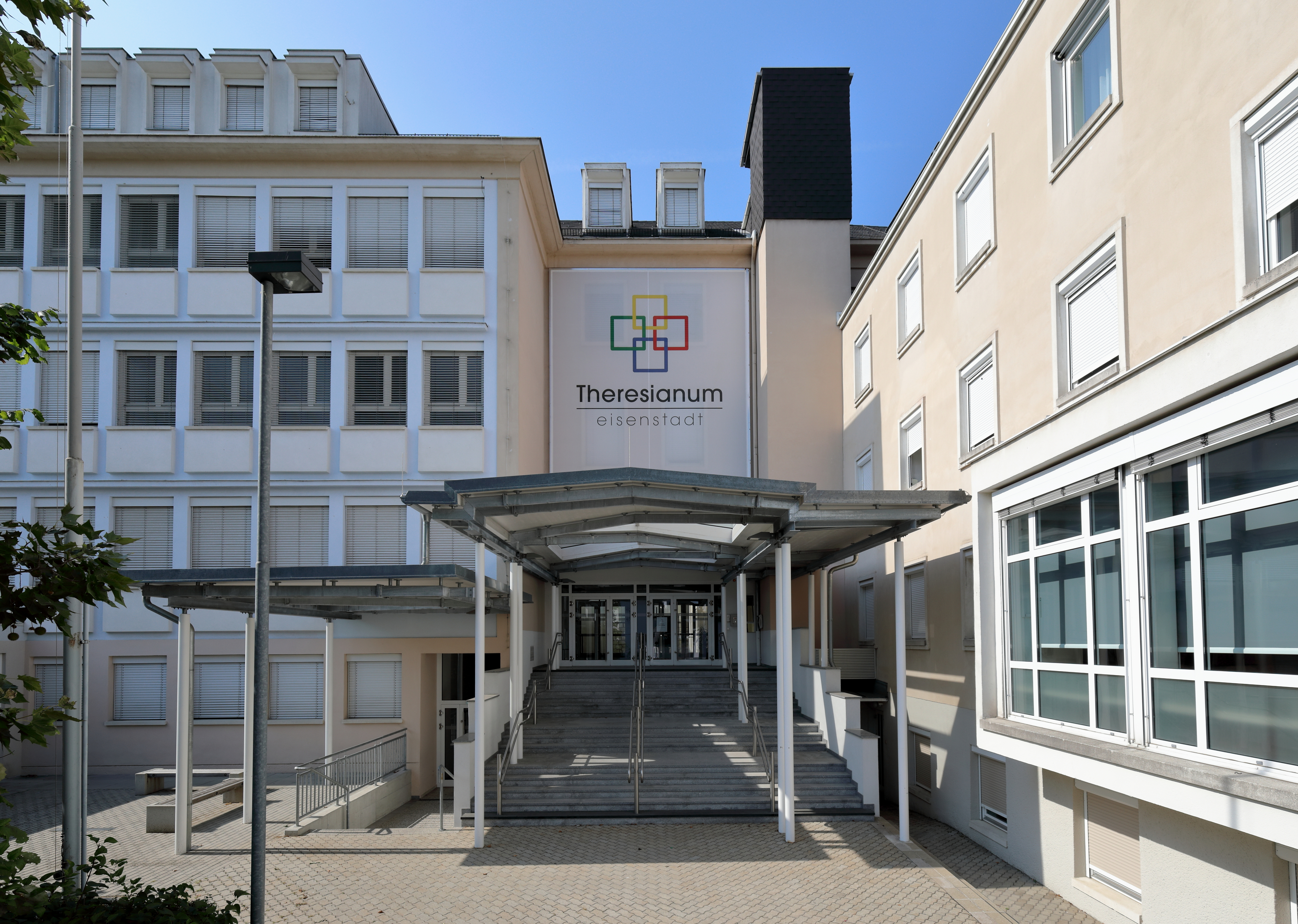
Theresianum Eisenstadt

- Bundeshandelsakademie und Bundeshandelsschule Eisenstadt
- Bildungszentrum der Sicherheitsexekutive (BZS) Eisenstadt der Sicherheitsakademie
- Fachhochschule Burgenland
- Gymnasium der Diözese Eisenstadt Wolfgarten
- HTBLA Eisenstadt
- Pädagogische Hochschule Burgenland
- Theresianum Eisenstadt
- Joseph-Haydn-Privathochschule
- Zentralmusikschule Eisenstadt

## Politik

### Gemeinderat
Der Gemeinderat umfasst aufgrund der Einwohnerzahl insgesamt 29 Sitze.
| Partei          | 2022             | 2022             | 2022             | 2017             | 2017             | 2017             | 2012             | 2012             | 2012             | 2007             | 2007             | 2007             | 2002             | 2002             | 2002             | 1997             | 1997             | 1997             |
| Partei          | Sti.             | %                | M.               | Sti.             | %                | M.               | Sti.             | %                | M.               | Sti.             | %                | M.               | Sti.             | %                | M.               | Sti.             | %                | M.               |
| --------------- | ---------------- | ---------------- | ---------------- | ---------------- | ---------------- | ---------------- | ---------------- | ---------------- | ---------------- | ---------------- | ---------------- | ---------------- | ---------------- | ---------------- | ---------------- | ---------------- | ---------------- | ---------------- |
| ÖVP             | 3947             | 53,41            | 17               | 4.051            | 55,29            | 17               | 3.534            | 50,19            | 15               | 3.738            | 54,08            | 17               | 4.274            | 63,01            | 19               | 3.178            | 57,17            | 17               |
| SPÖ             | 1924             | 26,04            | 8                | 1.616            | 22,06            | 7                | 1.997            | 28,36            | 9                | 1.925            | 27,85            | 8                | 1.633            | 24,07            | 7                | 1.471            | 26,46            | 8                |
| Grüne           | 767              | 10,38            | 3                | 662              | 9,04             | 2                | 862              | 12,24            | 3                | 528              | 7,64             | 2                | 473              | 6,97             | 2                | 274              | 4,93             | 1                |
| FPÖ             | 417              | 5,64             | 1                | 825              | 11,26            | 3                | 528              | 7,50             | 2                | 454              | 6,57             | 2                | 403              | 5,94             | 1                | 636              | 11,44            | 3                |
| NEOS            | 161              | 2,18             | 0                | 127              | 1,73             | 0                | nicht kandidiert | nicht kandidiert | nicht kandidiert | nicht kandidiert | nicht kandidiert | nicht kandidiert | nicht kandidiert | nicht kandidiert | nicht kandidiert | nicht kandidiert | nicht kandidiert | nicht kandidiert |
| MFG             | 118              | 1,60             | 0                | nicht kandidiert | nicht kandidiert | nicht kandidiert | nicht kandidiert | nicht kandidiert | nicht kandidiert | nicht kandidiert | nicht kandidiert | nicht kandidiert | nicht kandidiert | nicht kandidiert | nicht kandidiert | nicht kandidiert | nicht kandidiert | nicht kandidiert |
| LST 1)          | 42               | 0,57             | 0                | nicht kandidiert | nicht kandidiert | nicht kandidiert | nicht kandidiert | nicht kandidiert | nicht kandidiert | nicht kandidiert | nicht kandidiert | nicht kandidiert | nicht kandidiert | nicht kandidiert | nicht kandidiert | nicht kandidiert | nicht kandidiert | nicht kandidiert |
| KLART 2)        | 14               | 0,19             | 0                | nicht kandidiert | nicht kandidiert | nicht kandidiert | nicht kandidiert | nicht kandidiert | nicht kandidiert | nicht kandidiert | nicht kandidiert | nicht kandidiert | nicht kandidiert | nicht kandidiert | nicht kandidiert | nicht kandidiert | nicht kandidiert | nicht kandidiert |
| LBL             | nicht kandidiert | nicht kandidiert | nicht kandidiert | 46               | 0,63             | 0                | 120              | 1,70             | 0                | 171              | 2,47             | 0                | nicht kandidiert | nicht kandidiert | nicht kandidiert | nicht kandidiert | nicht kandidiert | nicht kandidiert |
| LINKE           | nicht kandidiert | nicht kandidiert | nicht kandidiert | nicht kandidiert | nicht kandidiert | nicht kandidiert | 96               | 1,39             | 0                | nicht kandidiert | nicht kandidiert | nicht kandidiert | nicht kandidiert | nicht kandidiert | nicht kandidiert | nicht kandidiert | nicht kandidiert | nicht kandidiert |
| Wahlberechtigte | 12.421           | 12.421           | 12.421           | 10.851           | 10.851           | 10.851           | 10.445           | 10.445           | 10.445           | 9.921            | 9.921            | 9.921            | 9.346            | 9.346            | 9.346            | 8.815            | 8.815            | 8.815            |
| Wahlbeteiligung | 63,34 %          | 63,34 %          | 63,34 %          | 73,42 %          | 73,42 %          | 73,42 %          | 72,71 %          | 72,71 %          | 72,71 %          | 74,69 %          | 74,69 %          | 74,69 %          | 77,59 %          | 77,59 %          | 77,59 %          | 76,26 %          | 76,26 %          | 76,26 %          |

### Bürgermeister
Bürgermeister ist seit November 2011 der Abgeordnete zum burgenländischen Landtag Thomas Steiner (ÖVP), der die Nachfolge von Andrea Fraunschiel antrat. Erster Vizebürgermeister ist Istvan Deli (ÖVP). Zweiter Vizebürgermeister war von 2009 bis 2019 der Abgeordnete zum Burgenländischen Landtag Günter Kovacs (SPÖ). Im Februar 2019 folgte ihm Lisa Vogl (SPÖ) als Zweite Vizebürgermeisterin nach. Nach deren Rückzug bekleidet seit 2021 Otto Kropf (SPÖ) das Amt des Zweiten Vizebürgermeisters. Bei der Wahl 2022 wurde Thomas Steiner mit 61,64 Prozent der Stimmen im ersten Wahlgang als Bürgermeister bestätigt.
Zu Stadtbezirksvorstehern wurden ernannt: Istvan Deli (Stadtteil Eisenstadt), Heidi Hahnekamp (St. Georgen) und Josef Weidinger (Kleinhöflein).

### Stadtrat
Der Stadtrat umfasst neben dem Bürgermeister Thomas Steiner, dem Vizebürgermeister Istvan Deli und der Vizebürgermeisterin Charlotte Toth-Kanyakl die Gemeinderäte Michael Freismuth (ÖVP), Stefan Lichtscheidl (ÖVP), Birgit Tallian (ÖVP) und Beatrix Wagner (SPÖ).

### Stadthaushalt
Im Jahr 2021 plante die Stadt Gesamterträge in Höhe von 42.256.600 Euro und Gesamtaufwendungen in Höhe von 42.255.800 Euro.
Der Vermögenshaushalt 2021 hat aus einem Gesamtvermögen von 161.938.554 Euro und einem Nettovermögen von 101.737.723 Euro bestanden.

### Städtepartnerschaften
Mit folgenden Städten bestehen Partnerschaften:
- Bad Kissingen, Deutschland
- Colmar, Frankreich
- Sanuki, Japan
- Sopron, Ungarn

### Wappen
|  | Blasonierung: „Das Wappen der Freistadt Eisenstadt zeigt einen roten Schild, aus dessen Fußrand ein silberer, schwarz ausgefugter Quaderturm mit drei sichtbaren Zinnen auf einem sich seitlich etwas verbreiternden Unterbau emporragt. Der Turm weist ein viereckiges schwarzes Fenster mit silberfarbenem Gitter und unter diesem ein schwarzes, offenes, halbrundes Tor auf, das mit einem zur Hälfte herabgelassenen silberfarbenen Fallgatter versichert ist. Auf dem Zinnenkranze des Turmes steht ein schwarzer, rotbezungter und golden bewehrter Adler mit den goldenen Initialen F.III (Ferdinand III.) auf der Brust. Auf dem Schild ruht eine silberfarbene Mauerkrone mit fünf sichtbaren Zinnen.“ |

## Persönlichkeiten

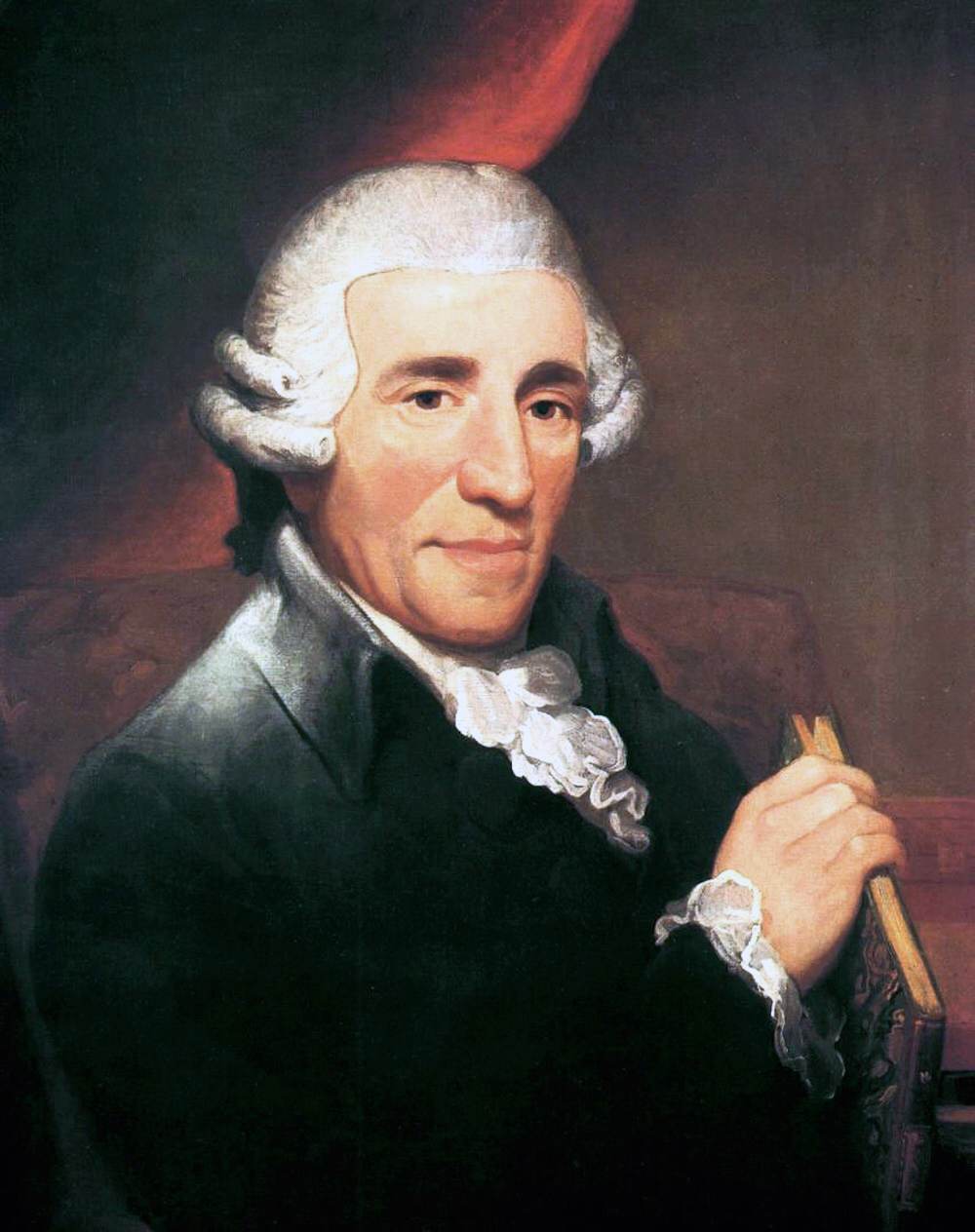
Joseph Haydn, Ölgemälde (1791) von Thomas Hardy

Zu den bekanntesten Persönlichkeiten der Stadt zählt der Komponist Joseph Haydn (1732–1809), der hier als Hofkapellmeister wirkte. Seit mehreren Jahrhunderten einen Bezug zur Stadt hat das Haus Esterházy, das als Familie den Ehrenbürgerstatus besitzt. Mehrere bekannte Politiker, Künstler, Wissenschaftler und Sportler sind in Eisenstadt geboren, darunter der Anatom Josef Hyrtl (1810–1894), der österreichische Landwirtschaftsminister Nikolaus Berlakovich (* 1961), die Regisseurin Barbara Eder (* 1976), die Singer-Songwriterin „Die Mayerin“ (* 1984) und die Fußballspieler Andreas Ivanschitz (* 1983) und Philipp Hosiner (* 1989).
Eisenstadt war auch Wirkungsstätte von historisch bedeutenden Persönlichkeiten des religiösen, insbesondere jüdischen Lebens. So wirkte etwa Esriel Hildesheimer (1820–1899), der Mitbegründer der modernen Orthodoxie im Judentum, 18 Jahre lang als Rabbiner in Eisenstadt. Der israelische Politiker und Rabbi Mosche Se’ev Feldman (1930–1997) kam in Eisenstadt zur Welt. Auch die Rabbiner Jesaja Berlin (1725–1799), Akiba Eger (1761–1837) und Samuel Yaffe-Schlesinger (* 1939) kamen in Eisenstadt zur Welt. Der Rabbi Meir Eisenstadt (1670–1744) starb in Eisenstadt. Esriel Hildesheimer wurde 1851 Rabbiner in Eisenstadt (Ungarn, heute Österreich), gründete dort eine jüdische Schule, an der jüdisches ebenso wie weltliches Wissen vermittelt, aber auch auf die deutsche Sprache großer Wert gelegt wurde. Bald gründete er auch eine Jeschiwa, die 1851 mit sechs Schülern begann; 1868 wurden dort bereits 128 Schüler unterrichtet.